# 宮城藏王狐狸村

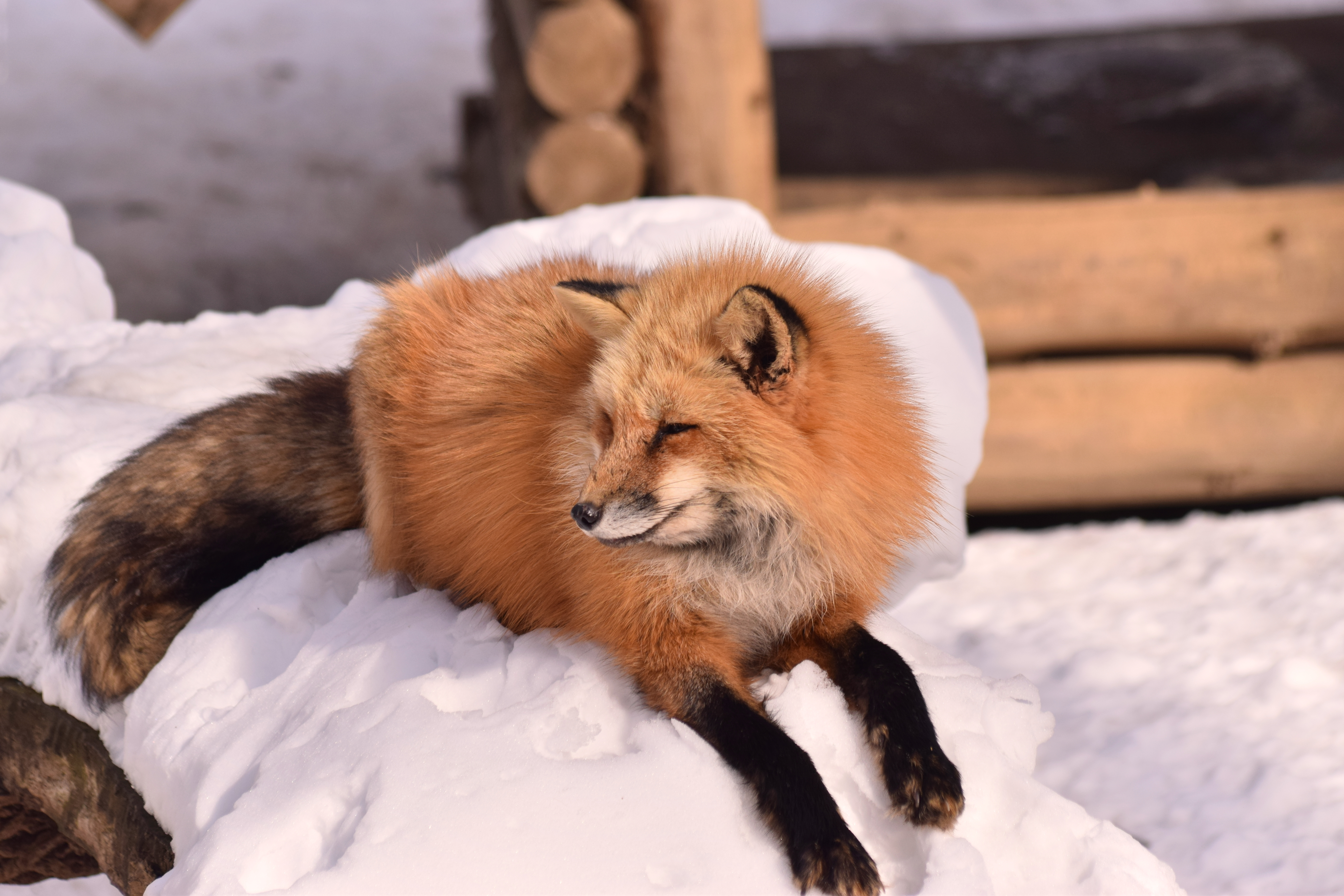
藏王狐狸村的狐狸

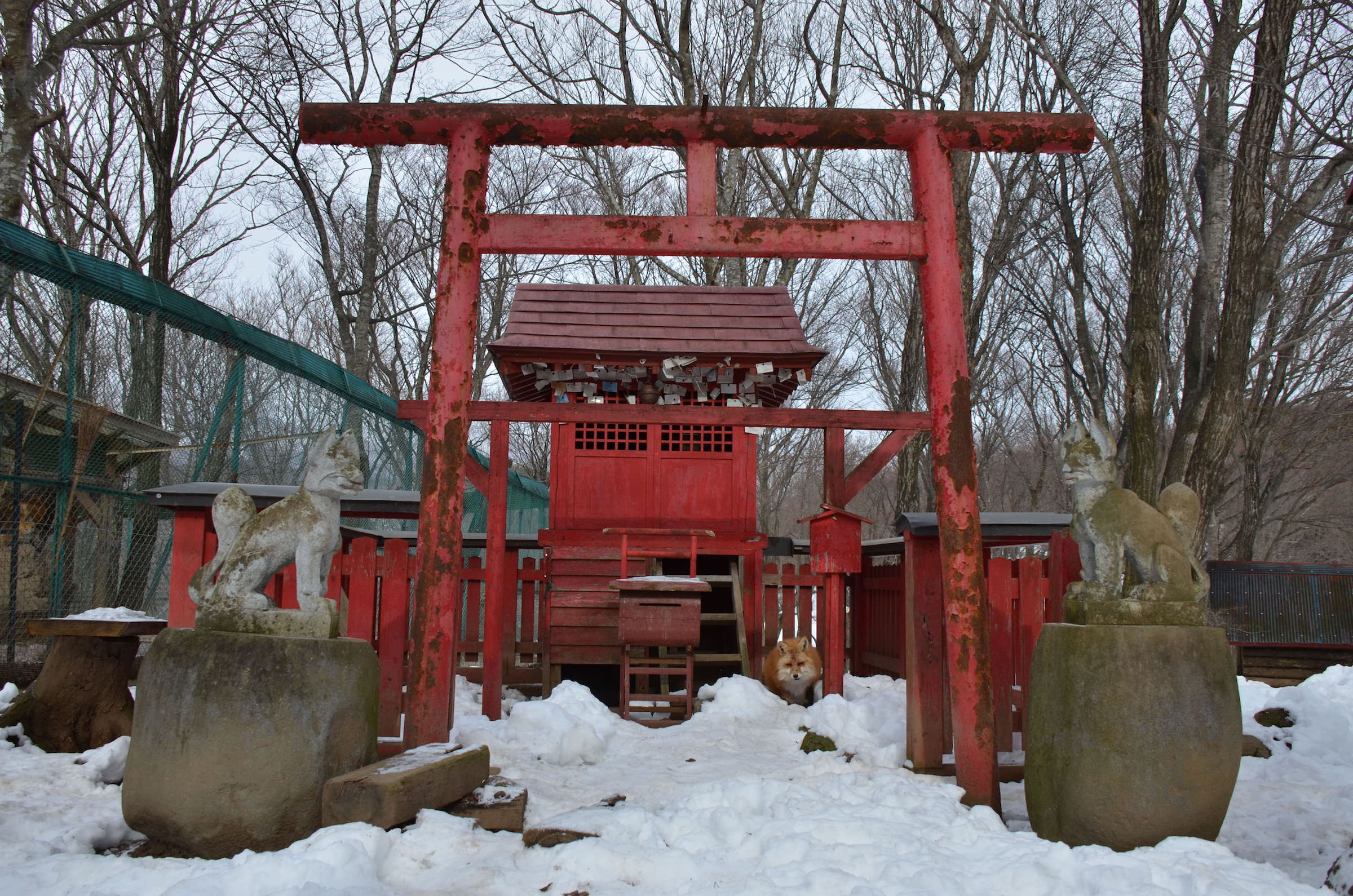
藏王狐狸村內部的神社

宮城藏王狐狸村（日语：宮城蔵王キツネ村）是位於日本宮城縣白石市，一座以狐狸為主題的動物園及主題樂園。

## 历史
藏王狐狸村位於白石市西北部藏王山上，園內飼育有超過100隻約6種品種的狐狸，除了日本人熟悉的北狐之外，還包括稀有種類的銀狐、藍狐、白金狐、影狐、十字狐等。除了狐狸之外，還飼養了兔子、山羊和小馬。

## 批評
儘管該動物園被譽為「世界上最可愛的地方」，但也因狐狸密度過高而受到批評，這與狐狸通常獨居或小群體生活的天性相悖。其他爭議包括狐狸被關在籠子裡、頻繁的狐狸打鬥事件、被認為缺乏綠化環境，以及據稱的衛生條件不佳等問題。日本動物福利協會（JAWS）在2022-2023年的調查中記錄了嚴重的打鬥事件、未經治療的傷害、不適當的居住環境等動物福利問題。儘管已經作出一些改進，如安裝加熱飲水碗，但JAWS認為主要問題仍然存在。當地政府指出，由於日本法律中缺乏針對狐狸的具體照護標準，執法能力有限。

## 外部連結
- 宮城蔵王キツネ村 （页面存档备份，存于） （页面存档备份，存于）（官方網站）
  - 蔵王キツネ村飼育日記 （页面存档备份，存于） （页面存档备份，存于）（公式ブログ）
- 宮城蔵王キツネ村（页面存档备份，存于）（蔵王町観光物産協会）
- Fantastic Fox Village Adventures（页面存档备份，存于）（Japan Cheapo 2016年9月27日）
- 與100隻狐狸來場浪漫的約會吧──「宮城藏王狐狸村」交通玩法攻略！（页面存档备份，存于）